# SP-75
A SP-75 é uma rodovia do estado de São Paulo, que liga os municípios de Sorocaba, Itu, Salto, Indaiatuba e Campinas. Possui 77,6 km de extensão e recebe diversos nomes ao longo de seu trajeto. Atualmente, 70% do público da Rodovia SP-75 são usuários frequentes que utilizam a rodovia basicamente para o deslocamento entre sua residência e o trabalho.

## Histórico
O corredor conhecido como SP-75 foi criado a partir da modernização de cinco rodovias diferentes, o que explica os diferentes nomes pelo trajeto. O primeiro trecho a ser construído foi a Rodovia Santos Dumont, que foi inaugurada como acesso ao Aeroporto Internacional de Viracopos. Cerca de alguns anos depois, a rodovia seria estendida até Salto, sendo conhecida como Campinas-Salto.
Em 1968, quando a Rodovia Castelo Branco (SP-280) foi inaugurada não havia acesso direto a partir de Sorocaba. Isso seria solucionado em 1974 com a construção da Rodovia Senador José Ermírio de Moraes (Popularmente conhecida como Castelinho), saindo da Avenida Dom Aguirre em Sorocaba. Durante o mesmo período foi construída a Rodovia do Açúcar, que originalmente saía do término desta rodovia até a cidade de Piracicaba. Em 1986 construída a Rodovia do Contorno de Salto, ligando a Rodovia Campinas-Salto até a Rodovia do Açúcar.
Todos esses trechos, incluindo o trecho inicial da Rodovia do Açúcar entre a Rodovia Castelo Branco e Salto seriam absorvidos pela SP-75 quando ela seria duplicada entre o acesso a SP-280 e Campinas nos anos 80 e se transformaria no principal corredor entre Sorocaba a Campinas. A duplicação da rodovia SP-075 foi concluída em 1990 pelo Dersa, que empregou as mais modernas técnicas de concepção de auto-estrada. Apenas 1,8 quilômetros, na região de Salto apresentavam trecho simples até o ano de 2010, quando a concessionária Rodovias das Colinas realizou a duplicação do trecho.

## Nomenclaturas e relato descritivo
O trecho da rodovia que corta a cidade de Campinas até o trevo de acesso ao Aeroporto Internacional de Viracopos recebe a nomenclatura de Rodovia Santos Dumont, sendo esta a principal ligação de Campinas ao aeroporto. O nome da rodovia foi escolhido em homenagem ao grande aviador brasileiro Alberto Santos Dumont que estudou na cidade de Campinas e que é considerado o Pai da aviação. Ao longo deste trecho, localiza-se o Distrito Industrial de Campinas com importantes indústrias de diversos segmentos e empresas de logística.
No trecho entre o trevo de acesso ao Aeroporto Internacional de Viracopos, no município de Campinas e a Rodovia SP-79, no município de Salto, recebe o nome de Rodovia Engenheiro Ermênio de Oliveira Penteado.
Entre os trevos de acesso às rodovias SP-79 e a do Açúcar, ambas no município de Salto, a rodovia é denominada Rodovia Prefeito Hélio Steffen, também conhecida como Contorno de Salto, já que, antes de ser incorporada a rodovia SP-75, na ocasião de sua duplicação, ela servia de ligação entre a SP-79 e a Rodovia do Açúcar, contornando o perímetro urbano de Salto.
Entre o acesso à Rodovia do Açúcar e o acesso da Rodovia Castelo Branco, já na cidade de Itu, recebe o nome de Rodovia Deputado Archimedes Lammoglia.

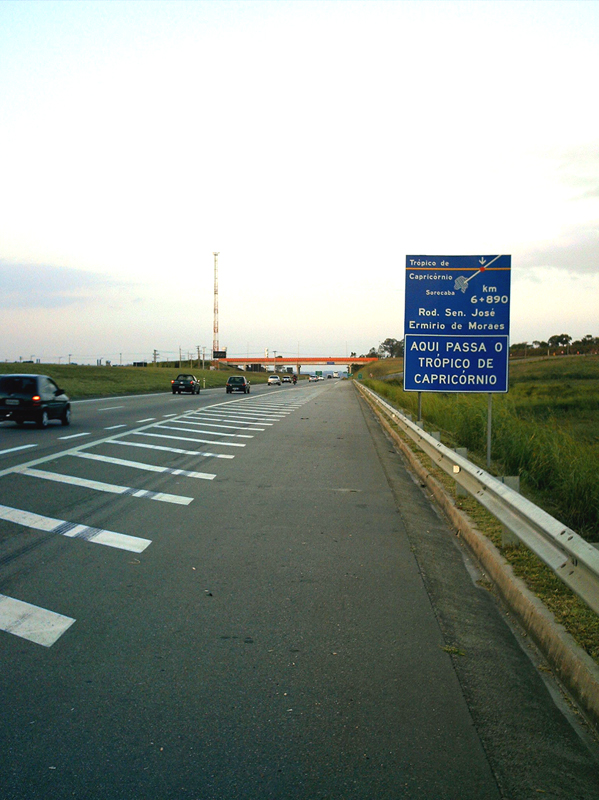
Trecho da rodovia Senador José Ermírio de Moraes (SP-75), próximo à cidade de Sorocaba.

No trecho entre os municípios de Sorocaba e Itu, seu trecho inicial, sua denominação é Rodovia Senador José Ermírio de Moraes. Este trecho também é apelidado de "Castelinho", por sua semelhança com a Rodovia Castello Branco.
A SP-75 se inicia no acesso com a Avenida Dom Aguirre, às margens do rio Sorocaba na cidade homônima.